# Ernest Renan
Ernest Renan (ur. 28 lutego 1823 w Tréguier w Bretanii, zm. 2 października 1892 w Paryżu) – francuski pisarz, historyk, filolog i filozof, orientalista, znany semitolog i badacz historii religii, zwłaszcza chrześcijaństwa.

## Życiorys
Pochodził z biednej, bretońskiej rodziny. Został wychowany w duchu niezwykłej pobożności; od najmłodszych lat chciał zostać księdzem; wstąpiwszy do seminarium i zetknąwszy się z kartezjanizmem, zaczął nabierać religijnego sceptycyzmu. Równocześnie, dzięki zdolnościom językowym (poza nowożytnymi językami władał biegle m.in. łaciną, greką, staroarabskim, hebrajskim), rozpoczął samodzielne studia biblijne; doprowadziły go one do wniosku, że opisana w Starym Testamencie religia żydowska stanowi wytwór niezwykle prymitywnej i pozbawionej kultury umysłowości, a opisany tam Bóg jest wymysłem, mitem stworzonym przez nomadów i nie powinien być traktowany jako podstawa dla poważnej teologii, za jaką uważał teologię katolicką. Po otrzymaniu niższych święceń kapłańskich, w 1845 roku Renan porzucił seminarium, aby poświęcić się całkowicie nauce. W latach 1860–61 odbył roczną podróż archeologiczną do krajów Lewantu, odwiedzając m.in. miejsca opisane w Biblii (Ziemię Świętą określił mianem ,,piątej Ewangelii, podartej, ale wciąż czytelnej"). Od 1862 pełnił funkcję profesora języków orientalnych w Collège de France. Jako znawca języków starożytnych, osiągnął najwyższe honory, czego ukoronowaniem była funkcja dyrektora Collège de France.
Jego siostra Henrietta przez pewien czas (ok. 10 lat) pracowała jako wychowawczyni w Klemensowie u hr. Zamojskich.

## Twórczość
Główne dzieła Renana dotyczyły religijnych zagadnień starożytności: Esej historyczny i teoretyczny o językach semickich (Essai historique et theorique sur les langues semities, 1847), Żywot Jezusa (1904, Vie de Jesus. 1863), 8-tomowa Historia początków chrześcijaństwa (Historie des origines du christianisme, 1863–1883) i 5-tomowa Historia ludu Izraela (Historie du peuple d'Israel, 1887–1893). Renan jest także autorem licznych prac politycznych, które stały się popularne dopiero po jego śmierci, m.in. Co to jest naród? (Qu'est-ce qu'une nation?, 1882) i Reforma intelektualna i moralna we Francji (Reforme intellectuelle et morale de la France, 1871).
Dzieła: „La Vie de Jesus” jest pierwszą częścią obszernego dzieła „Histoire des origines du christianisme” w 6 t. pod różnymi tytułami (Les Apôtres, Saint Paul, Antichrist, Eglise chrètienne, Marc-AurLle, 1866—1883), „Histoire du peuple d'Israel” (5 tomów, 1887—1894), „Averroès et l'Averroïsme” (1852), „Histoire gènèrale et système comparè des langues sèmitiques” (1855). Zbiory artykułów „Etudes d'histoire religieuse” (1857), „Nouvelles Mtudes...” (1883); „Drames philosophiques” (Caliban, L'abbesse de Jouarre, 1878—1886), „Souvenirs d'enfance et de jeunesse” (1883), „Feuillea dètachèes” (1892). Po śmierci Renana wyszła korespondencja z siostrą i przyjacielem: „Lettres intimes d' E. R. et d' Henriette R.” (1896), „Correspondance d' E. R. avec M. Berthelot” (1898), „Lettres du seminaire” (1904), „Mèlanges religieux et historiques” (1904), „Cahiers de jeunesse” (1906). Wybór jego „Dialogów i fragmentów filozoficznych” przełożył Grzegorz Glass (1912). Wydano nadto jego „Lettres + son frère Alain” (1925) i „Correspondance” (1926—1928, 2 t.). O nim: J. Pommier (1925), P. Lasserre (1923 i 1925), J. Psichari (1925), M. Goguel (1928), E. Renard (1929) i in. Jego siostra Henriette Renan: „Souvenirs et impressions” (1930).

## Postawa wobec religii

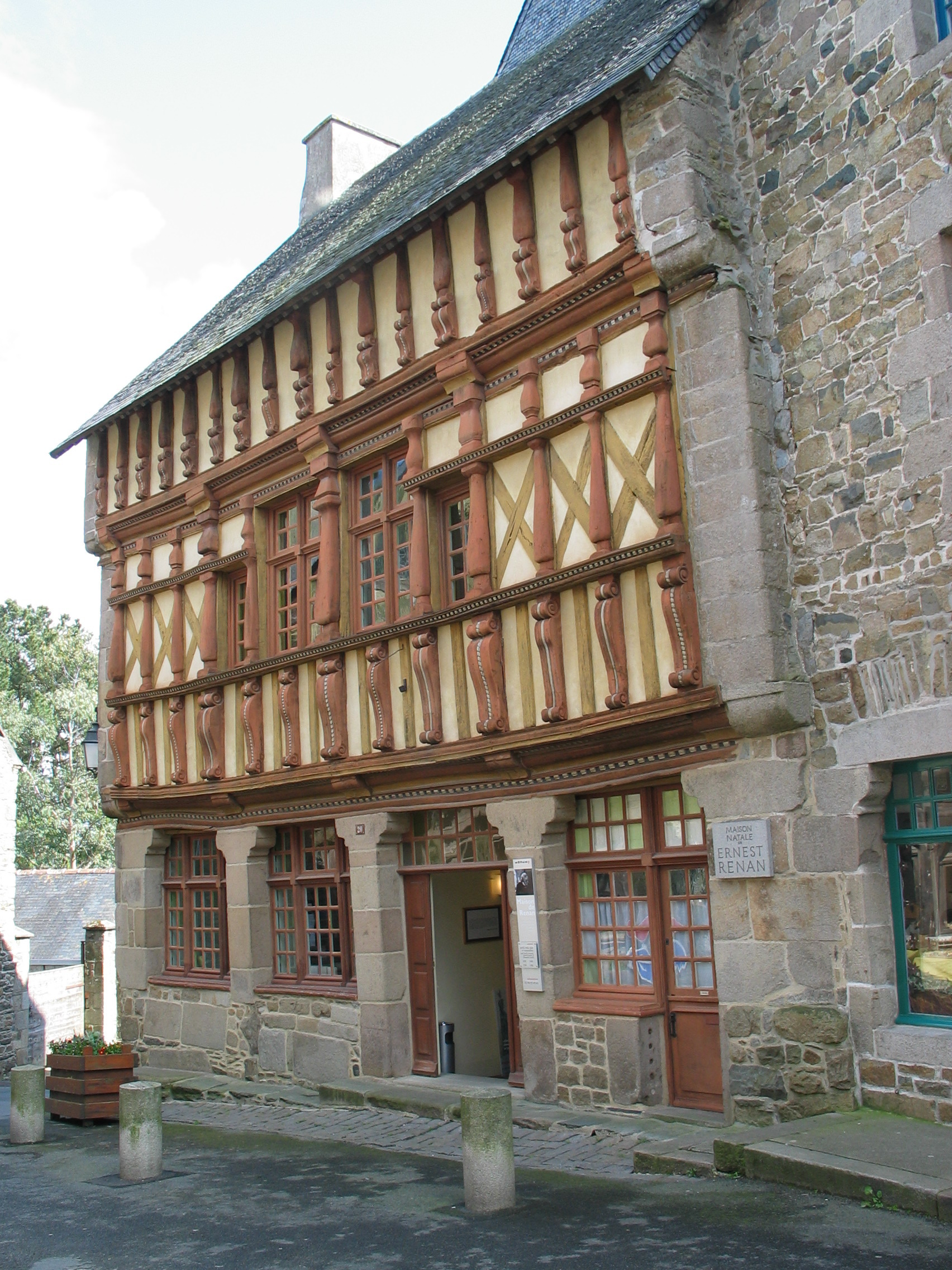
Dom-muzeum Ernesta Renana w Tréguier (Bretania)

Renan to przykład umysłu wychowanego w tradycji katolickiej, który tradycję tę odrzucił pod wpływem nauki, aby dokonać próby jej analizy za pomocą pojęć scjentystycznych; w pracach dotyczących historii Izraela i chrześcijaństwa Renan bezwzględnie atakował wszystko, co uważał za zabobon i mitologiczne zafałszowanie; potraktował Biblię nie jako zapis rzeczywistych faktów, lecz mitów, wymysłów ludzkich, którym nadano kształt opowieści o Bogu i jego rzekomo wybranym ludzie. Jako pozytywista Renan domagał się dowodów empirycznych, odrzucając wszystko, co było tradycją i obyczajem, czego nie można było dowieść przy użyciu oryginalnych tekstów; sformułował m.in. pogląd, że nigdy nie istniał człowiek o imieniu Mojżesz – jest to tylko legenda wymyślona przez pisarzy starotestamentowych.
Krytyka i sceptycyzm dotyczące osoby Jezusa Chrystusa i jego boskości znane były w kulturze europejskiej od dawna, a szczególnie w XVIII wieku. Podobnie jak wcześniej David Friedrich Strauss, Renan w książce Żywot Jezusa podjął się systematycznej „demistyfikacji” osoby Jezusa i ukazania go wyłącznie jako człowieka; dowodził przy tym, że Jezus historyczny nie tylko nie był Bogiem, ale nawet za Boga się nie uważał i interpretacja taka jest dziełem jego uczniów, którzy dokonali deifikacji mistrza. Żywot Jezusa nie jest jednak książką wrogą Jezusowi. Według Renana był on niezwykle szlachetnym człowiekiem, którym kierowały najlepsze intencje; opisany jest jednak jako człowiek i tylko jako człowiek, co spowodowało, że Żywot Jezusa stał się jedną z najgłośniejszych książek swojej epoki, a jego autora uznano w środowiskach katolickich i konserwatywnych oraz monarchicznych za bluźniercę. Żywot Jezusa ujawnił całokształt dylematu katolika okresu pozytywizmu, ukazując z jednej strony nieskrywany podziw dla osobowości Jezusa, a z drugiej – sceptycyzm co do faktu jego boskości.
Mimo że był drążony przez sceptycyzm, Renan nigdy nie uważał się za ateistę, zachowując szczątki religijności o bliżej nieokreślonym charakterze; przedmiot swoich badań biblijnych traktował z wielkim pietyzmem, stając się swojego rodzaju teologiem-agnostykiem;  nie wierząc w życie pośmiertne, tworzył jego namiastkę w wizji super człowieka przyszłości, którego stworzy nauka. Te dylematy nie były wyłącznie problemami Renana; były wyrazem stanu umysłowego całego pokolenia wychowanego w duchu katolickim, które odrzuciło wiarę i kościół katolicki.
Renan w zakresie historii poświęcił się badaniom judaizmu i początków chrześcijaństwa. Wykładał język hebrajski w Collège de France. Jego najbardziej znanym dziełem stało się Vie de Jésus (Życie Jezusa) – 1863, w którym przedstawił Jezusa jako człowieka, pomijając aspekt religijny. Publikacja uzyskała wielki sukces czytelniczy, ale wywołała też skandal. Papież Pius IX nazwał autora europejskim bluźniercą, a minister edukacji, Victor Duruy, odwołał wykłady Renana. Dzieło, tłumaczone na prawie wszystkie języki europejskie (tłum. polskie A. Niemojewskiego: „Żywot Jezusa” wyd. I. 1904, wyd. III. 1907; wznowienie w Wydawnictwie Łódzkim w 1991). Dzieło to spowodowało konflikt z episkopatem i utratę profesury, którą odzyskał 1871. W 1876 wybrany członkiem Akademii Francuskiej.
Renan jako filozof przeszedł od pozytywizmu do sceptycyzmu. Głosił „postawę widza” i hedonizm. Religie traktował jako fenomen psychologiczny, który należy badać bez odwoływania się do czynników nadprzyrodzonych.
Był zafascynowany możliwościami nauki i bezinteresownym stosunkiem do świata, uważał, że tylko dzięki nim możliwe jest przekazywanie wiedzy i doświadczeń ludzkości z pokolenia na pokolenie. Natomiast indywidualne błędy i egoizmy prowadzą do wzajemnego unicestwienia tych osiągnięć, tak jak to się dzieje pod wpływem działania sił o przeciwnych wektorach.
Jego związki z religią są złożone. Z jednej strony krytykuje ją jako system filozoficzny, z drugiej potwierdza jej znaczenie jako czynnika spajającego ludzkie społeczności. Mówi też o ryzyku zbyt pochopnego odwracania się od religii: Kiedy jestem w mieście, kpię sobie z tych, którzy idą na mszę, ale gdy jestem na wsi – przeciwnie – kpię sobie z tego, kto na nią nie idzie.
Renan po poznaniu teorii ewolucji Darwina, natychmiast został jej zwolennikiem.